# Incredible Bongo Band
Incredible Bongo Band, también conocida como Michael Viner's Incredible Bongo Band, fue una banda estadounidense formada en 1972 de la mano del productor y ejecutivo de MGM Records Michael Viner. La música de esta "banda" consistía en una mezcla de funk y ritmos caribeños con los bongos, las congas, la batería y la sección de vientos como protagonistas.

## Historia
En 1972 Michael Viner era el director de Pride, un subsello de MGM Records. Como productor reunió a una serie de músicos de sesión para grabar dos canciones destinadas a la banda sonora de la película de serie B El  monstruo de dos cabezas: Bongo Rock y Bongolia. Las dos canciones se editaron como single con tanto éxito que decidieron grabar un álbum entero.
La banda publicó dos álbumes: Bongo Rock en 1973 y Return of the Incredible Bongo Band en 1974. En realidad no se trataba de una banda propiamente dicho, ya que los músicos que formaron parte de la grabación ni siquiera están reconocidos en los créditos del disco (aunque se rumorea que, entre otros, Ringo Starr podría haber participado en la grabación de alguna de las canciones). 
La banda es sobre todo conocida por su versión de Apache, una canción escrita por Jerry Lordan y conocida por la interpretación del grupo instrumental británico The Shadows. La canción no fue excesivamente reconocida en su momento, pero a finales de los setenta algunos grupos de Hip hop y DJs como Kool Herc y Grandmaster Flash empezaron a usar como sample la larga parte de percusión de la mitad de la canción. Desde entonces, se ha convertido en un clásico para muchos productores de Drum and bass. 
Otras canciones como Last Bongo in Belgium también han sido sampleadas por grupos como Beastie Boys.

## Discografía

### Bongo Rock
Publicado en 1973.
1. "Let There Be Drums"
2. "Apache"
3. "Bongolia"
4. "Last Bongo in Belgium"
5. "Dueling Bongos"
6. "In-A-Gadda-Da-Vida"
7. "Raunchy '73"
8. "Bongo Rock '73"

Bongo Rock está incluido en el libro 1001 Discos que hay que escuchar antes de morir de Robert Dimery.

### Return of the Incredible Bongo Band
Publicado en 1974.
1. "Kiburi"
2. "When the Bed Breaks Down, I'll Meet You in the Spring"
3. "Sing, Sing, Sing"
4. "Pipeline"
5. "Wipe Out"
6. "Hang Down Your Head Tom Dooley, Your Tie's Caught In Your Zipper"
7. "Topsey" (Parts 1-3)
8. "Sharp Nine"
9. "(I Can't Get No) Satisfaction"
10. "Got The Sun In The Morning And The Daughter At Night"
11. "Ohkey Dokey"